# 南西アフリカ (南アフリカ委任統治領)

南西アフリカ
Suidwes-Afrika (アフリカーンス語)
South West Africa (英語)
Südwestafrika (ドイツ語)

国の標語: Viribus Unitis（ラテン語）
力を合わせて国歌: God Save the King（英語）
国王陛下万歳（1915年 - 1952年）
God Save the Queen（英語）
女王陛下万歳（1952年 - 1957年）
Die Stem van Suid-Afrika（アフリカーンス語）
南アフリカの呼び声（1938年 - 1990年）

黄緑：南西アフリカ
緑：南アフリカ

南西アフリカ（なんせいアフリカ、英語: South West Africa、アフリカーンス語: Suidwes-Afrika、オランダ語: Zuidwest-Afrika、ドイツ語: Südwestafrika）は、20世紀の大半の時期において、南アフリカ連邦による統治がされていたアフリカ大陸南西部の地域名である。概ね現在のナミビアに相当する地域である。

## 前史としてのドイツの植民地
1884年からドイツの植民地となっていたこの地は、ドイツ領南西アフリカ (Deutsch-Südwestafrika) として知られていた。この地域は、特にゲリラのリーダであるヤコブ・モレンガ（英語: Jacob Morenga）が主導した、数々の暴動を経験しており、ドイツは統治に難儀した。主要港・ウォルビスベイ・ペンギン諸島は、ドイツ統治前の1878年、既にイギリスに併合され、ケープ植民地の一部となっていた。1910年に南アフリカ連邦が成立すると、ウォルビスベイはケープ州の一部となった 。1890年にイギリス・ドイツ間で締結された、ヘルゴランド＝ザンジバル条約で、ベチュアナランド国境からザンベジ川までの回廊が、ドイツの植民地に加わった。この回廊はドイツの首相であるレオ・フォン・カプリヴィにちなみ、カプリヴィ回廊 (Caprivizipfel) と名付けられた。

## 南アフリカによる統治
第一次世界大戦において、南アフリカ連邦軍が占領し、戦後に国際連盟委任統治領として、南アフリカの統治下に置かれることとなった。政府公報は、1915年8月13日付けで“Official Gazette of the Protectorate of South West Africa in Millitary Occupation of the Union Forces”の名称（English edition）で第１号が発行され、1920年12月31日付けNo.48まで続き、1921年1月10日付けNo.49から“Official Gazette of South West Africa”となった。1960年の国連総会で南西アフリカの国際連合信託統治領への移行が決議されたが、南アフリカはこれを拒否して実効支配を継続した。その後、1966年にはナミビア独立戦争（南アフリカ国境戦争）が始まり、結局1990年にナミビア共和国として独立を達成した。